# 十国峠十国鋼索線
十国鋼索線（じゅっこくこうさくせん）は、静岡県田方郡函南町の十国峠山麓駅から十国峠山頂駅間を結ぶ、十国峠株式会社が運営するケーブルカー路線である。「十国峠パノラマケーブルカー」あるいは「十国峠ケーブルカー」とも呼ばれる。
2021年11月までは西武グループの伊豆箱根鉄道株式会社が運営していたが、同年12月に会社分割により十国峠株式会社の運営となり、2022年2月から富士急グループに移った。

## 概要
箱根と伊豆を結ぶ静岡県道20号熱海箱根峠線（十国峠ドライブウェー）の途中にある無料休憩所「森の駅 箱根十国峠（旧・十国峠レストハウス）」の施設内に設けられた十国峠山麓駅と、展望台のある十国峠山頂駅を結んでいる。十国峠山頂駅は函南町と熱海市の境にあり、十国五島（伊豆・相模・駿河・遠江・甲斐・安房・上総・下総・武蔵・信濃、大島・新島・神津島・三宅島・利島）を展望できるといわれる標高766 mの日金山の山頂、十国峠（じゅっこくとうげ、じっこくとうげ）へと登ることができ、気象条件によっては、山頂にある頂上展望台の望遠鏡から東京タワーや東京スカイツリーも見えることがある。
十国峠山頂駅の南には眺めの良い芝地が整備され、風の弱い日にはピクニックなども楽しめる。また、その先には山腹にある姫の沢公園へと繋がる歩道があり、各所にアスレチックなどが置かれ、子供連れのハイキング客などが訪れる。
なお、十国峠へはケーブルカーを使う以外にも、道が急ではあるが、熱海峠の伊豆スカイライン熱海峠ICの近くからも、前述の芝地近くの姫の沢公園ハイキングコース入口（峠の駐車場あり）まで行くことができる。
伊豆箱根バスの発売する「箱根旅助け」が利用可能（「箱根バスフリー」では割引料金適用）。小田急グループで発行している「箱根フリーパス」は利用できない。

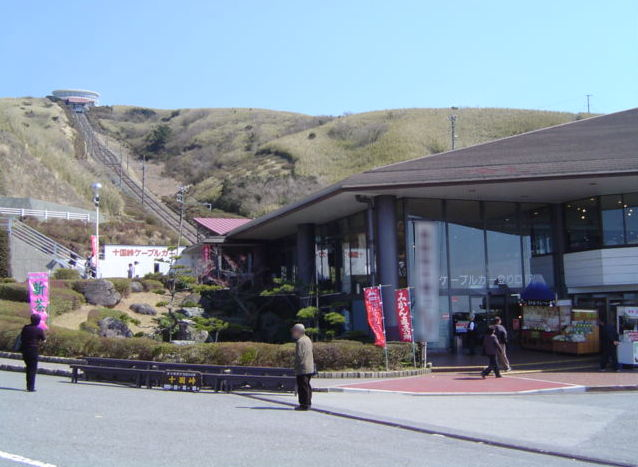
十国登り口駅とドライブイン
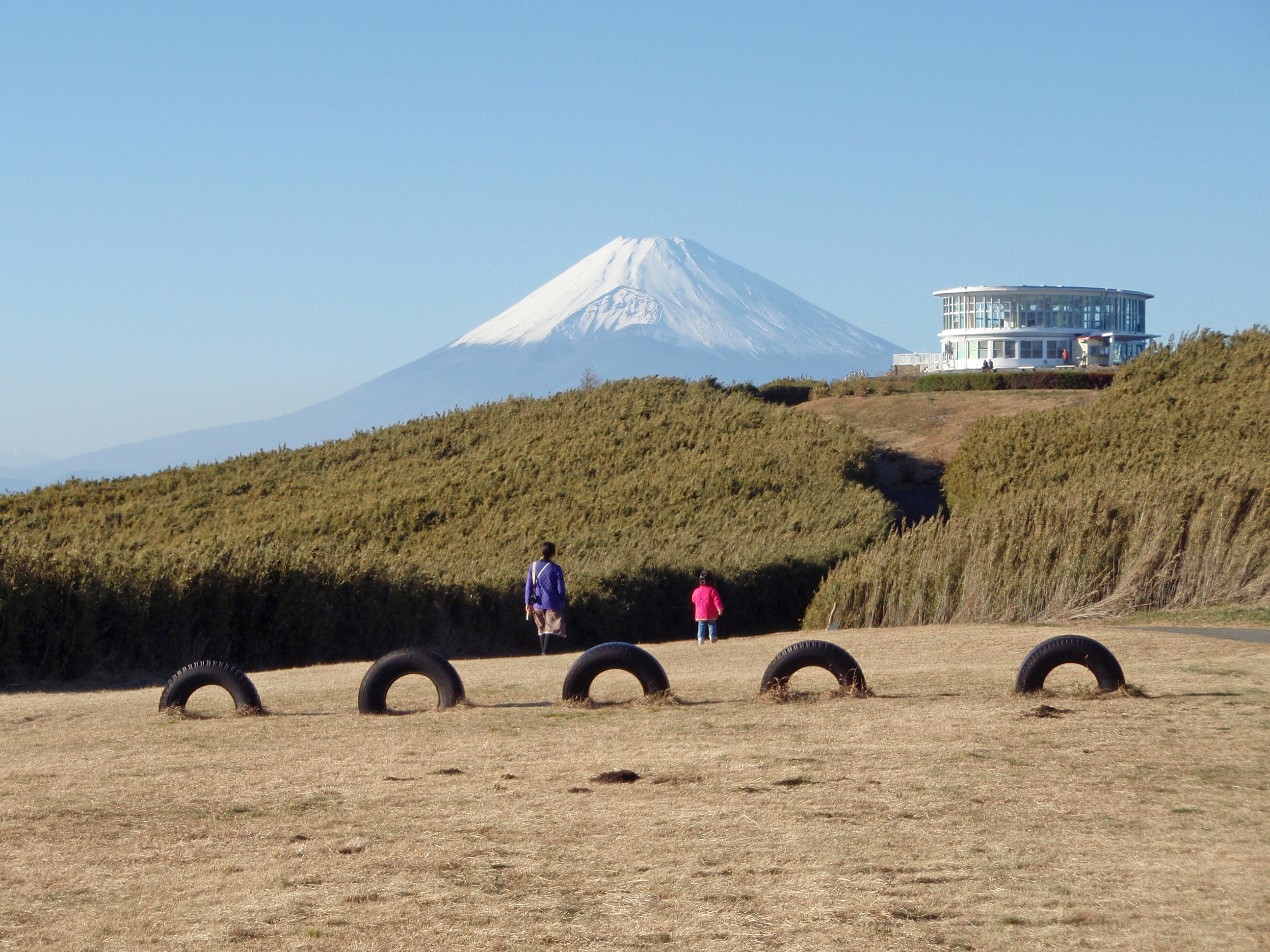
十国峠駅と富士山
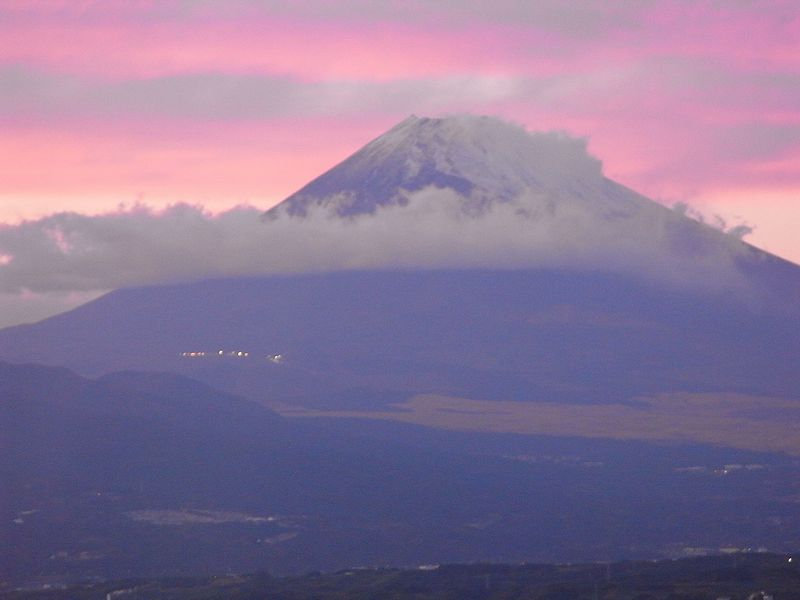
十国峠から日没前の富士山（2008年11月19日撮影）

### 路線データ
- 路線距離（営業キロ）：0.3 km
- 軌間：1,435 mm
- 駅数：2駅（起終点駅含む）
- 高低差：101 m

同じく伊豆箱根鉄道が運営していた駒ヶ岳鋼索線（2005年廃止）を始め、日本国内の多くのケーブルカーは1,067 mm軌間を採用しているが、十国鋼索線では標準軌を採用している。これは、車両製作にあたり当時日本国内唯一の標準軌のケーブルカーであった妙見鋼索鉄道（後の能勢電鉄妙見の森ケーブル）の台車を転用したためである。
なお、静岡県で標準軌を採用している鉄道路線は東海道新幹線と本路線のみである。また、2023年12月4日に能勢電鉄妙見の森ケーブルが廃止されたことで、本路線が日本国内で唯一の標準軌のケーブルカーとなった。

## 運行形態
おおむね15分毎の運行で、所要時間は3分である。

## 車両

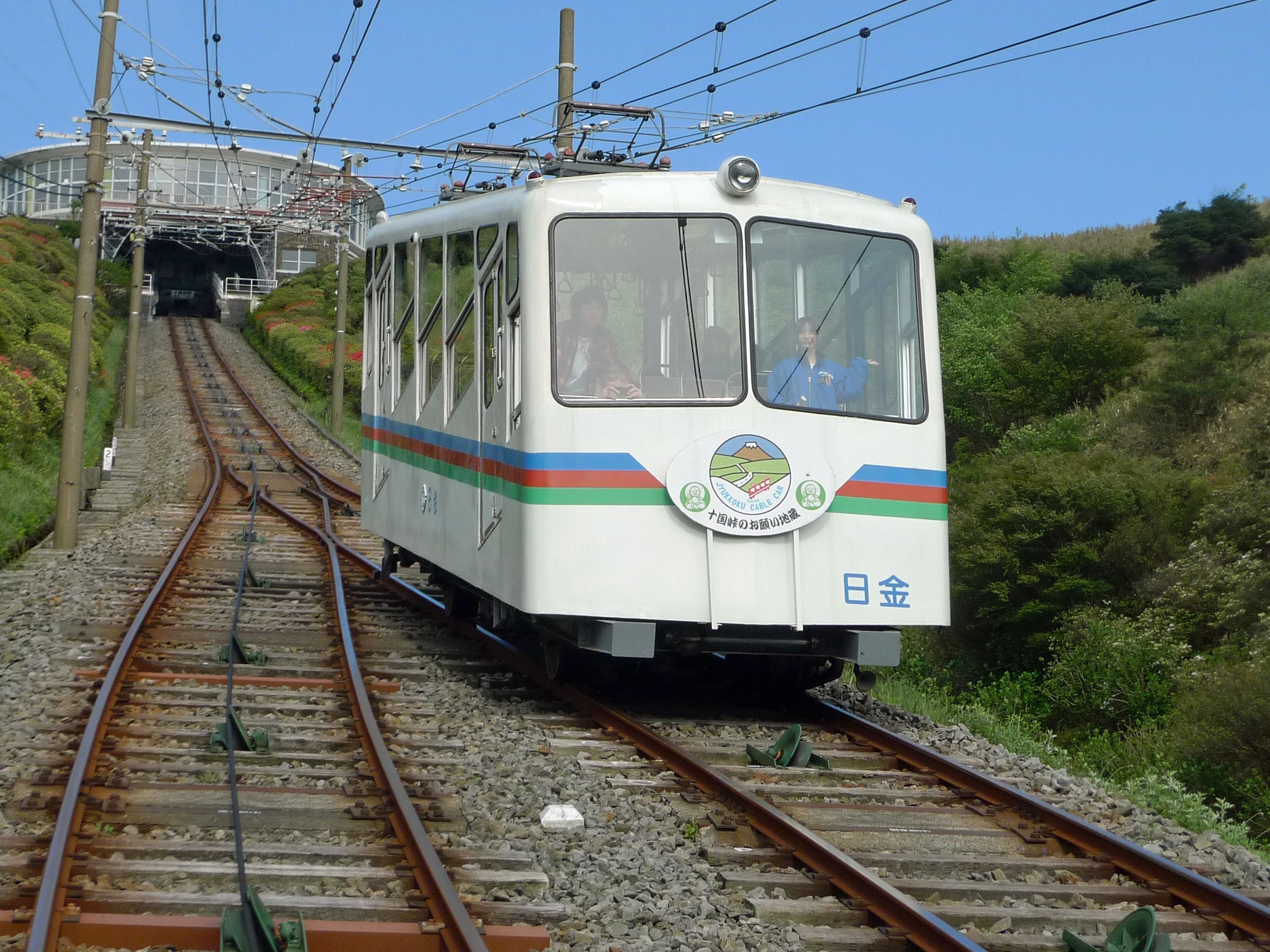
十国峠ケーブルカーの車両
（2010年5月 伊豆箱根鉄道時代）

1955年（昭和30年）日立製作所製で、1・2の2両がある。いずれも開業時から使用されている車両で、1号車（青）には「日金」、2号車（赤）には「十国」の愛称が付けられている。車体塗装は以前は2両ともにライオンズカラーを纏っていたが、2018年7月より開業当時のデザインをモチーフに車体中央部に富士山をアレンジした新塗装が採用されている。

## 歴史
- 1956年（昭和31年）10月16日：駿豆鉄道株式会社により十国鋼索線が開業。
  - 開業にあたって、機材は戦時中に不要不急路線として廃止された兵庫県の妙見鋼索鉄道の設備を転用し、主要機材は1925年（大正14年）製造のものを使用。
- 1957年（昭和32年）6月1日：駿豆鉄道が伊豆箱根鉄道株式会社に社名変更。
- 2021年（令和3年）12月1日：伊豆箱根鉄道より、十国鋼索線・十国峠レストハウスの運営部門を会社分割し、十国峠株式会社を新設[3]。同社による運営となる。
- 2022年（令和4年）
  - 2月1日：十国峠株式会社の全株式を富士急行株式会社に売却[3][4]。
  - 8月11日：十国峠駅駅舎の一部と展望台がリニューアルオープン[13]。
  - 11月5日：ケーブルカーの愛称を「十国峠ケーブルカー」から「十国峠パノラマケーブルカー」に変更、十国登り口駅を十国峠山麓駅、十国峠駅を十国峠山頂駅に改称[14]。十国峠山麓駅の「十国峠レストハウス」が「森の駅 箱根十国峠」としてリニューアルオープン[15][16]。

## 駅一覧
十国峠山麓駅（じゅっこくとうげさんろくえき） - 十国峠山頂駅（じゅっこくとうげさんちょうえき）
前述の通り2022年に駅名が改称されているが、旧称である「十国登り口駅」「十国峠駅」を使用する案内書等もあり、双方が混在している。また十国峠山麓駅は「山麓駅」、十国峠山頂駅は「山頂駅」と案内されることがある。

## 接続路線
- 十国峠山麓駅：熱海駅から伊豆箱根バス元箱根行き所要時間35分。

## 施設
山頂施設
- PANORAMA TERRACE 1059（パノラマテラス1059）
- TENGOKU CAFÉ（天国カフェ）

麓施設
- 森の駅 箱根十国峠（営業時間 8:40-17:00）